# Спрямляемое множество
Спрямляемое множество — обобщение спрямляемой кривой на высшие размерности.
Спрямляемые множества являются основным объектом исследования в геометрической теории меры.
На спрямляемые множества обобщается большое число понятий определённых для гладких многообразий.
В том числе объёма, касательного пространства, понятие почти всюду и т. д.

## Определение
Подмножество {\displaystyle E} в евклидовом пространстве {\displaystyle \mathbb {R} ^{n}} называется {\displaystyle m}-спрямляемым множеством, если существует счётное множество {\displaystyle \{f_{i}\}} непрерывно дифференцируемых отображений
{\displaystyle f_{i}:\mathbb {R} ^{m}\to \mathbb {R} ^{n}}
таких, что
{\displaystyle {\mathcal {H}}^{m}\left[E\backslash \bigcup _{i=0}^{\infty }f_{i}\left(\mathbb {R} ^{m}\right)\right]=0,}
где {\displaystyle {\mathcal {H}}^{m}} обозначает {\displaystyle m}-мерную меру Хаусдорфа.

### Замечания
- Функции {\displaystyle f_{i}} в определении могут быть заменены на липшицевы, при этом класс спрямляемых множеств останется без изменений[1].